# Melon (äpple)

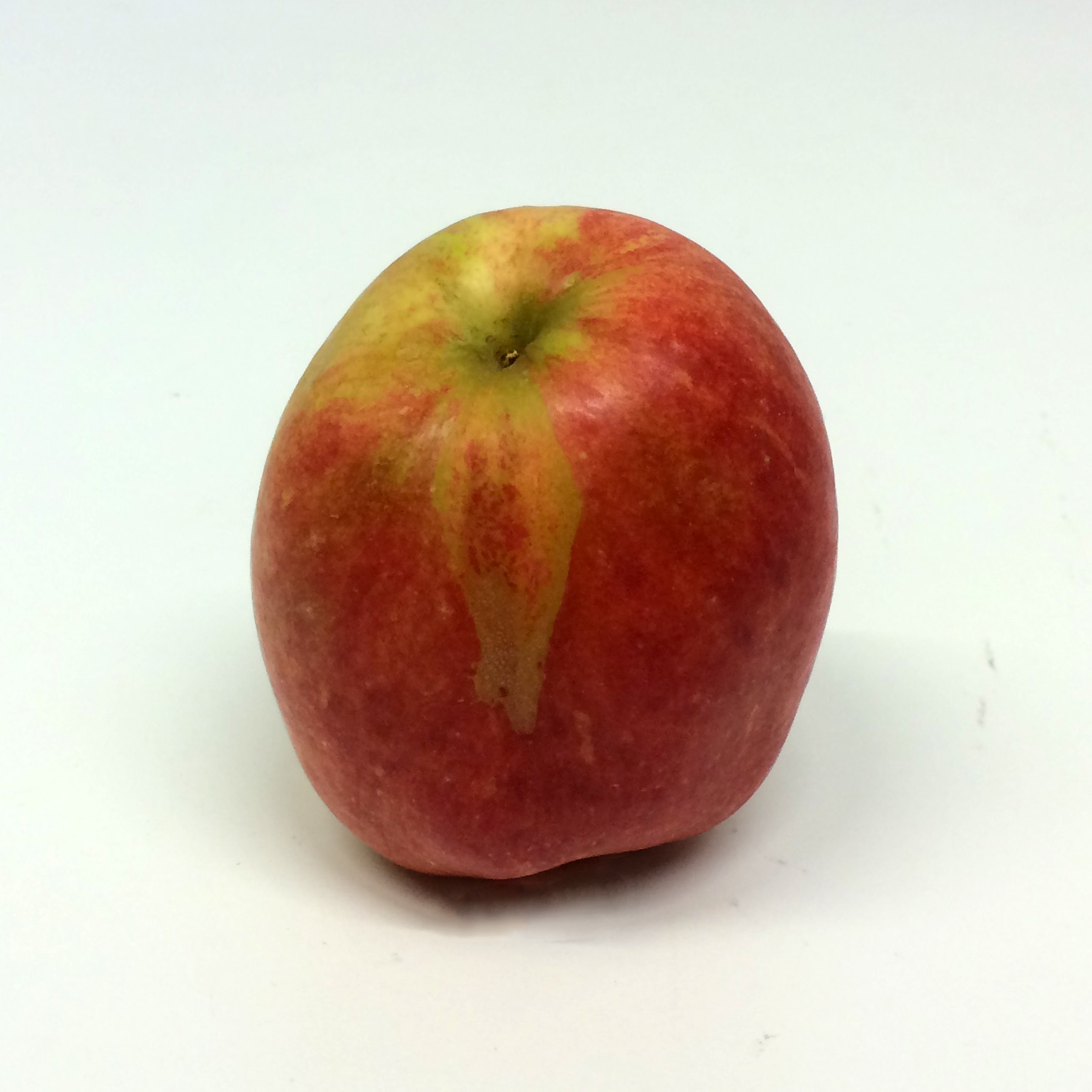
Ett äpple av sorten Melon, fotograferat i samband med Nordiska museets äppelfestival i september 2014.

Melonäpple (litografi av målning av Henriette Sjöberg (1842–1915)).

Melon är en äppelsort som förmodligen har sitt ursprung i Tyskland. Sorten odlades i norra Tyskland och Danmark under 1700-talet för att sedan spridas till Sverige. I Sverige har Melon odlats i omkring 200 år. Äpplet går under namnet Citronäpple och Haratuta i södra och västra Sverige. Trädet till detta äpple har bra motståndskraft mot skorv men får ibland fruktträdskräfta. Äpplet plockas i mitten av oktober. Trädet tar många år (upp till 10) innan det ger frukt.[källa behövs] Äpplet passar både som ätäpple och som köksäpple. Skalet är rött och gult. Blomningen på detta äpple är sen, och äpplet pollineras av bland andra Cox's Orange, Cox's Pomona, Golden Noble och Gul Richard. I Sverige odlas Melon gynnsammast i zon I-III. C-vitaminhalt 4mg/100gram.
Melon är även en äppelsort som utsetts till landskapsäpple för Blekinge.